# Amares (Gemeinde)
Amares ist ein Ort und eine ehemalige Gemeinde (Freguesia) im Norden Portugals. Es war die eigentliche Ortsgemeinde der Kleinstadt (Vila) Amares.
Die Gemeinde Amares gehörte zum Kreis (Concelho) Amares im Distrikt Braga. Die Gemeinde hatte eine Fläche von 1,37 km² und 151 Einwohner (Stand 30. Juni 2011). Sie bestand nur aus der Ortschaft Amares.
Mit der Gemeindereform vom 29. September 2013 wurden die Gemeinden Figueiredo und Amares zur neuen Gemeinde União das Freguesias de Amares e Figueiredo zusammengefasst.